# Eigensinn (Band)
Eigensinn ist eine deutsche Band aus Neuenstadt am Kocher, die im Jahr 2003 gegründet wurde. Ihr Stil wandelte sich mit der Zeit von Dark Rock zur Neuen Deutschen Härte.

## Geschichte
Die Bandgeschichte von Eigensinn geht zurück ins Jahr 2003. Bereits zuvor hatten Nemesis und Holly in der Band weve zusammengearbeitet. Nach und nach nahm der Anteil deutscher Texte in ihren Kompositionen zu, so dass sie die Band 2003 in Eigensinn umbenannten.  Zur Urbesetzung gehörten neben Nemesis (Gesang) und Holly (Gitarre) Marc Peters am Bass und Thomas „Maschine“ Paslawski am Schlagzeug. Noch im Gründungsjahr veröffentlichten Eigensinn das gleichnamige Album Eigensinn, produziert von Jens-Peter Abele. 2005 verließ Marc Peters die Band und Pat McBazz rückte als Bassist nach. Vier Jahre später erschien das 13-Song-starke Album Die Wahrheit. Kurz nach der Veröffentlichung trennte sich Thomas Paslawski von der Band und Ole „Das Tier“ übernahm seine Position am Schlagzeug. Drei Jahre nach diesem letzten Wechsel erschien die EP Endorphine und weitere zwei Jahre später, 2015, veröffentlichten Eigensinn das Album Postmortem. Ende 2017 erschien ihr aktuelles Album „Persona non Grata“! Pat McBazz verließ 2018 die Band und Andi Viohl übernahm seinen Platz als Bassist in der Band.

## Stil
Anfänglich noch stilistisch dem Dark Rock zuordenbar, vermengt die Band inzwischen hauptsächlich Elemente aus dem Metal und der Neuen Deutschen Härte. Dies wird komplettiert durch die Stimme von Sängerin Nemesis. Die Texte handeln in der Regel von gesellschaftskritischen Themen.	Bei ihren Live-Auftritten setzt Eigensinn auf eine Performance die durch Licht- und Feuereffekte unterstützt wird.

## Diskografie

### Alben
- Eigensinn (2003, Tone Temple Studio)
- Die Wahrheit (2009, Echozone / Bob Media)
- Endorphine EP (2013, Echozone / Bob Media)
- Post Mortem EP (2015, Echozone / Bob Media)
- Persona Non Grata (2017, Pride & Joy Music)

### Beiträge auf Samplern
- 2004: Irgendwo In Deutschland – Die Zweite (Lied: Tränen aus Blut)
- 2009: Gothic Visions (Lied: Feuerengel)
- 2010: Gothic Visions II (Lied: Die Macht)
- 2010: Plasmatic Mutation (Lied: Eiskalt)
- 2010: Echozone – Correlation (Lied: Die Macht)
- 2010: Klangrausch – Schmerzmittel (Lied: Schrei (live))
- 2014: Orkus! Compilation 96 (Lied: Raus)
- 2015: Cold Hands Seduction – Vol. 165 (Lied: Post Mortem)
- 2015: Gothic Compilation Part LXIV (Lied: S.O.A.B.)
- 2016: Dark Dreams (Lied: Eiskalt)
- 2017: Legacy 01/18 (Lied: Zombies)

### Live-DVDs
- Soest Festival mit Akanoid und White Pulp (2012, Echozone / Bob Media)

## Musikvideos
- 2004:  Tränen aus Blut (Regie/Produktion: Siegfried Richard Bracht[1])
- 2010: Eiskalt (Regie/Produktion: Jörg Tochtenhagen[2])
- 2014: Raus (Regie/Produktion: Ivan Maras[3])
- 2016: Kinder des Zorns (Regie/Produktion: Jörg Tochtenhagen[4])